# Szilágysomlyói zsinagóga
A szilágysomlyói zsinagóga műemlék épület Romániában, Szilágy megyében. A romániai műemlékek jegyzékében az SJ-II-m-B-05125 sorszámon szerepel. 2005 óta az észak-erdélyi holokauszt emlékmúzeumaként működik.